# DBU's Landspokalturnering for herrer 2009-10
DBUs Landspokalturnering for herrer 2009-10 (også kendt som Ekstra Bladet Cup 2009-10 af sponsormæssige årsager) var den 56. udgave af DBUs Landspokalturnering for herrer.
Turneringen blev vundet af F.C. Nordsjælland, der i finalen slog FC Midtjylland med 2-0.

## Lokalunionernes indledende runder
Alle hold indrangeret i Danmarksserien eller lavere pr. sæsonen 2008-09 startede turneringen i DBU's seks lokalunioners indledende runder, der fungerede som kvalifikation til 1. runde, hvor DBU overtog ansvaret for turneringen. Der blev i alt spillet om 56 ledige pladser i 1. runde, og hver lokalunion var på forhånd blevet tildelt et bestemt antal pladser:
| Lokalunionernes kvalifikationsturneringer til DBUs Landspokalturnering 2009/2010 | Lokalunionernes kvalifikationsturneringer til DBUs Landspokalturnering 2009/2010 | Lokalunionernes kvalifikationsturneringer til DBUs Landspokalturnering 2009/2010 | Lokalunionernes kvalifikationsturneringer til DBUs Landspokalturnering 2009/2010 |
| Lokal- union                                                                     | Pladser i 1. runde                                                               | Tilmeldte hold                                                                   | Detaljer                                                                         |
| -------------------------------------------------------------------------------- | -------------------------------------------------------------------------------- | -------------------------------------------------------------------------------- | -------------------------------------------------------------------------------- |
| JBU                                                                              | 22                                                                               | 338                                                                              | JBU's kvalifikation til DBUs Landspokalturnering for herrer 2009-10              |
| SBU                                                                              | 14                                                                               | 123                                                                              | SBU's kvalifikation til DBUs Landspokalturnering for herrer 2009-10              |
| KBU                                                                              | 8                                                                                | 55                                                                               | KBU's kvalifikation til DBUs Landspokalturnering for herrer 2009-10              |
| FBU                                                                              | 8                                                                                | 75                                                                               | FBU's kvalifikation til DBUs Landspokalturnering for herrer 2009-10              |
| LFBU                                                                             | 3                                                                                | 20                                                                               | LFBU's kvalifikation til DBUs Landspokalturnering for herrer 2009-10             |
| BBU                                                                              | 1                                                                                | 8                                                                                | BBU's kvalifikation til DBUs Landspokalturnering for herrer 2009-10              |
| I alt                                                                            | 56                                                                               | 619                                                                              |                                                                                  |

## 1. runde

### Hold[1]
Til 1. runde havde 96 hold kvalificeret sig. Holdene var fordelt på:
- 56 hold indrangeret i Danmarksserien eller lavere (pr. forårssæsonen 2009), der var gået videre fra lokalunionernes indledende runder i foråret 2009.[2][3][4][5][6][7]

| Fra lokalunionernes indledende runder i foråret 2009 (56 hold)                                                                                            | Fra lokalunionernes indledende runder i foråret 2009 (56 hold)          | Fra lokalunionernes indledende runder i foråret 2009 (56 hold)             | Fra lokalunionernes indledende runder i foråret 2009 (56 hold) | Fra lokalunionernes indledende runder i foråret 2009 (56 hold) | Fra lokalunionernes indledende runder i foråret 2009 (56 hold) | Fra lokalunionernes indledende runder i foråret 2009 (56 hold) |
| Indrangering | JBU (22 hold)                                                           | SBU (14 hold)                                                              | KBU (8 hold)                                                   | FBU (8 hold)                                                   | LFBU (3 hold)                                                  | BBU (1 hold)                                                   |
| --- | ----------------------------------------------------------------------- | -------------------------------------------------------------------------- | -------------------------------------------------------------- | -------------------------------------------------------------- | -------------------------------------------------------------- | -------------------------------------------------------------- |
| Danmarksserien | Holstebro BK Grenaa IF Odder IGF Lindholm IF                            | Svebølle B&I Allerød FK Rishøj BK Avedøre IF Elite 3000 Virum-Sorgenfri BK | B 1908 AB Tårnby                                               | Otterup B&IK                                                   | BK Frem Sakskøbing Nakskov BK                                  |                                                                |
| Lokale serier | Ringkjøbing IF Vinding SF Viby IF Stensballe IK Sædding-Guldager IF     | FC Lejre Ringsted IF Ledøje-Smørum Fodb.                                   | FB                                                             | Fjordager IF BK Marienlyst Marstal/Rise Tved BK Assens FC      | Døllefjelde-Musse IF                                           | Nexø BK                                                        |
| Serie 1 | Hirtshals BK Tårs-Ugilt IF Christiansbjerg IF HA85 Aabenraa BK Vejen SF | B 1973 Tuse IF Gladsaxe-Hero BK                                            | IF Føroyar FA2000 Tårnby FF Husum BK Valby BK                  | Tommerup BK                                                    |                                                                |                                                                |
| Serie 2 | Aalborg Chang NUBI Hadsund BK Bruunshåb/Tapdrup IF Bjerringbro IF       | B 73 Slagelse                                                              |                                                                |                                                                |                                                                |                                                                |
| Serie 3 | Darum IF                                                                | AIK 65 Strøby                                                              |                                                                | FC Campus                                                      |                                                                |                                                                |
| Serie 4 | Nors BK                                                                 |                                                                            |                                                                |                                                                |                                                                |                                                                |
| Indrangeringer er angivet pr. forår 2009. Lokal serie er enten Københavnsserien, Sjællandsserien, Fynsserien, Jyllandsserien eller Lolland-Falsterserien. |                                                                         |                                                                            |                                                                |                                                                |                                                                |                                                                |

- 24 hold fra 2. division (nr. 1-16 fra både øst- og vestkredsen i 2008-09 bortset fra andethold), som trådte ind i turneringen i 1. runde.
- 14 hold fra Viasat Divisionen (nr. 3-16 i 2008-09), som trådte ind i turneringen i 1. runde.
- 2 hold fra SAS Ligaen (nr. 11-12 i 2008-09), som trådte ind i turneringen i 1. runde.

| Nr. 11-12 (2 hold)  | Nr. 3-16 (14 hold) | Nr. 1-16 (14 hold) | Nr. 1-16 (10 hold)                                                                                            |
| Vejle BK AC Horsens | AB Viborg FF Næstved BK Lyngby BK FC Fredericia Hvidovre IF Thisted FC FC Roskilde BK Frem Kolding FC Skive IK Lolland-Falster All. FC Amager Køge BK | FC Vestsjælland B. 93 Brønshøj BK HIK Stenløse BK BK Avarta BK Skjold Ølstykke FC Glostrup FK Greve Fodbold BK Søllerød-Vedbæk Vanløse IF Skovlunde IF Værløse BK | FC Fyn Brabrand IF Blokhus FC Hobro IK Aarhus Fremad FC Svendborg Varde IF FC Hjørring Næsby BK IK Skovbakken |

På grund af fusioner, overbygningsaftaler og konkurser skete der følgende inden lodtrækningen til 1. runde:
- Glostrup FK's plads i første runde blev overtaget af den delvise fusionsklub BGA.
- Grenaa IF's plads i første runde blev overtaget af overbygningsklubben FC Djursland.
- FC Amager var gået konkurs og blev i 1. runde erstattet af Østerbro IF, som vandt en lodtrækning mellem de otte tabere i 3. runde af KBU's kvalifikation til Ekstra Bladet Cup.[2][8]
- Køge Boldklub havde sammen med Herfølge Boldklub dannet overbygningen HB Køge, som var direkte kvalificeret til 2. runde på grund af holdets placering i 1. division i sæsonen 2008-09. Der blev ikke udpeget en erstatning for Køge Boldklub i 1. runde.

Ni af holdene i 1. runde var debutanter i DBU's del af landspokalturneringen: Nors Boldklub, Bruunshåb/Tapdrup IF, HA85, Darum IF, FC Campus, B 1973, FA 2000, Tårnby FF og AB Tårnby.

### Kampe
De 95 hold blev opdelt i fem geografiske grupper, og der blev trukket lod til kampene i 1. runde den 26. juni 2009 på Ekstra Bladets redaktion på Rådhuspladsen i København. På grund af det ulige antal hold, blev det ved lodtrækning bestemt, at FC Fyn var oversidder i denne runde, og holdet gik dermed videre til 2. runde uden kamp.
Det lavest indrangerede hold i en kamp, blev automatisk tildelt hjemmebanefordel. I kampe, hvor de to hold havde samme indrangering, blev hjemmebanefordel afgjort ved lodtrækning. Kampene blev afviklet i perioden 8. – 19. august 2009.
| Dato  | Kamp                               | Res. |
| ----- | ---------------------------------- | ---- |
| 8.8.  | Nexø BK − Elite 3000               | 0-3  |
| 10.8. | Ledøje-Smørum Fodbold − Avedøre IF | 0-1  |
| 11.8. | Marstal/Rise − Stensballe IK       | UHT  |
| 11.8. | Tuse IF − FC Lejre                 | 3-4  |
| 11.8. | BK Marienlyst − Varde IF           | 4-5  |
| 11.8. | Aalborg Chang − Tårs-Ugilt IF      | 1-0  |
| 11.8. | Bjerringbro IF − Aarhus Fremad     | 0-6  |
| 11.8. | IK Skovbakken − Brabrand IF        | 0-2  |
| 11.8. | NUBI − Blokhus FC                  | 1-2  |
| 11.8. | Østerbro IF − Værløse BK           | 0-3  |
| 11.8. | B 1973 − Brønshøj BK               | 1-5  |
| 11.8. | FA 2000 − Allerød FK               | 0-2  |
| 12.8. | FC Hjørring − Skive IK             | 3-2  |
| 12.8. | Hirtshals BK − Viborg FF           | 0-3  |
| 12.8. | Næsby BK − Vejle BK                | 0-2  |
| 12.8. | Nors BK − Thisted FC               | 0-7  |
| 12.8. | Sædding-Guldager IF − Otterup B&IK | 2-3  |
| 12.8. | Viby IF − Holstebro BK             | 1-3  |
| 12.8. | Stenløse BK − Hvidovre IF          | 3-2  |
| 12.8. | Skovlunde IF − HIK                 | 1-2  |
| 12.8. | FB − Virum-Sorgenfri BK            | 3-2  |
| 12.8. | Ringsted IF − Nakskov BK           | 3-2  |
| 12.8. | B 1908 − FC Roskilde               | 6-5  |
| 12.8. | Gladsaxe-Hero BK − BK Skjold       | 0-2  |

| Dato  | Kamp                                   | Res. |
| ----- | -------------------------------------- | ---- |
| 12.8. | Lolland-Falster Alliancen − Næstved BK | 2-1  |
| 12.8. | BGA − BK Frem                          | 0-1  |
| 13.8. | BK Søllerød-Vedbæk − Ølstykke FC       | UHT  |
| 13.8. | Døllefjelde-Musse IF − FC Vestsjælland | 1-4  |
| 13.8. | AIK 65 Strøby − Frem Sakskøbing        | 5-1  |
| 13.8. | Tommerup BK − Kolding FC               | 0-6  |
| 13.8. | Assens FC − Fjordager IF               | 4-3  |
| 13.8. | B 73 Slagelse − Rishøj BK              | 1-3  |
| 13.8. | Ringkjøbing IF − Odder IGF             | 1-2  |
| 13.8. | Christiansbjerg IF − FC Djursland      | 0-1  |
| 13.8. | HA85 − AC Horsens                      | 1-7  |
| 13.8. | FC Svendborg − FC Fredericia           | 1-6  |
| 13.8. | Darum IF − Aabenraa BK                 | 0-3  |
| 13.8. | Hadsund BK − Hobro IK                  | 3-4  |
| 13.8. | FC Campus − Vejen SF                   | 0-1  |
| 13.8. | Tved BK - Vinding SF                   | 5-3  |
| 13.8. | Bruunshåb/Tapdrup IF − Lindholm IF     | 1-5  |
| 13.8. | Husum BK − BK Avarta                   | 1-11 |
| 13.8. | Vanløse IF − Lyngby BK                 | 0-1  |
| 13.8. | Greve Fodbold - B. 93                  | 2-1  |
| 13.8. | Valby BK − Svebølle B&I                | 2-4  |
| 13.8. | Tårnby FF − AB Tårnby                  | 2-0  |
| 19.8. | IF Føroyar − AB                        | 0-3  |

## 2. runde

### Hold
I anden runde deltog 56 hold fordelt på:
- 48 vindere fra 1. runde.
- 8 hold fra SAS Ligaen: Nr. 5-10 fra SAS Ligaen 2008-09 og nr. 1-2 fra Viasat Divisionen 2008-09, som indtræder i turneringen i 2. runde.

Holdene (fordelt på indrangering pr. efterår 2009) i anden runde fremgår af nedenstående tabel.
| SAS Ligaen                                                                     | Viasat Divisionen | 2. division | Danmarksserien                                                                                | Lokale serier                                                   | Serie 1            | Serie 2                     |
| ------------------------------------------------------------------------------ | --- | --- | --------------------------------------------------------------------------------------------- | --------------------------------------------------------------- | ------------------ | --------------------------- |
| Randers FC AGF AaB FC Nordsjælland Esbjerg fB SønderjyskE HB Køge Silkeborg IF | Vejle BK AC Horsens AB Viborg FF Lyngby BK FC Fredericia Thisted FC BK Frem Kolding FC FC Fyn FC Vestsjælland Brabrand IF | Lolland-Falster All. Brønshøj BK Blokhus FC HIK Stenløse BK Hobro IK Aarhus Fremad BK Avarta BK Skjold Varde IF Greve Fodbold BK Søllerød-Vedbæk FC Hjørring Otterup B&IK B 1908 Allerød FK Holstebro BK | Værløse BK Elite 3000 Svebølle B&I Avedøre IF FC Djursland Odder IGF Lindholm IF FB Rishøj BK | Marstal/Rise FC Lejre Ringsted IF Assens FC Aabenraa BK Tved BK | Vejen SF Tårnby FF | Aalborg Chang AIK 65 Strøby |

### Kampe
Lodtrækningen til kampene i anden runde blev foretaget den 14. august. De otte SAS Liga-hold var seedede og kunne således ikke trække hinanden. Kampene blev spillet i perioden 26. august – 9. september.
| Vest–kredsen | Vest–kredsen                 | Vest–kredsen |
| Dato         | Kamp                         | Res.         |
| ------------ | ---------------------------- | ------------ |
| 26.8.        | FC Hjørring − Silkeborg IF   | 0-2          |
| 26.8.        | FC Fyn − AaB                 | 1-3          |
| 26.8.        | Viborg FF − AGF              | 1-0          |
| 26.8.        | Aabenraa BK − Brabrand IF    | 0-2          |
| 26.8.        | Hobro IK − Kolding FC        | 2-1          |
| 26.8.        | AC Horsens − Vejle BK        | 0-1          |
| 26.8.        | Tved BK − Odder IGF          | 1-0          |
| 26.8.        | Lindholm IF − Blokhus FC     | 1-5          |
| 26.8.        | Assens FC − FC Fredericia    | 1-5          |
| 26.8.        | Vejen SF − Varde IF          | 6-5          |
| 26.8.        | FC Djursland − Aarhus Fremad | 6-8          |
| 26.8.        | Aalborg Chang − Marstal/Rise | 1-3          |
| 26.8.        | Holstebro BK − Thisted FC    | 3-5          |
| 9.9.         | Otterup B&IK − Randers FC    | 0-5          |

| Øst–kredsen | Øst–kredsen                           | Øst–kredsen |
| Dato        | Kamp                                  | Res.        |
| ----------- | ------------------------------------- | ----------- |
| 26.8.       | Ringsted IF − FC Nordsjælland         | 0-9         |
| 26.8.       | Greve Fodbold − SønderjyskE           | 3-4         |
| 26.8.       | BK Frem − HB Køge                     | 0-3         |
| 26.8.       | FC Vestsjælland − Esbjerg fB          | 1-2         |
| 26.8.       | Svebølle B&I − Allerød FK             | 1-2         |
| 26.8.       | Elite 3000 − BK Skjold                | 3-1         |
| 26.8.       | B 1908 − Brønshøj BK                  | 1-3         |
| 26.8.       | Lolland-Falster Alliancen − Lyngby BK | 1-2         |
| 26.8.       | Rishøj BK − Stenløse BK               | 2-0         |
| 26.8.       | Værløse BK − FB                       | 1-3         |
| 26.8.       | AIK 65 Strøby − Avedøre IF            | 3-2         |
| 26.8.       | Tårnby FF − BK Avarta                 | 1-0         |
| 26.8.       | BK Søllerød-Vedbæk − AB               | 0-3         |
| 2.9.        | FC Lejre − HIK                        | 1-4         |

## 3. runde

### Hold
Tredje runde (sekstenedelfinalerne) havde deltagelse af 32 hold, fordelt på:
- 28 vindere fra 2. runde
- Nr. 1-4 fra SAS Ligaen 2008-09: FC København, OB, Brøndby IF og FC Midtjylland, som trådte ind i turneringen i 3. runde.

Holdene (fordelt på indrangering pr. efterår 2009) i tredje runde fremgår af nedenstående tabel.
| SAS Ligaen | Viasat Divisionen                                                    | 2. division                                                  | Danmarksserien          | Lokale serier        | Serie 1            | Serie 2       |
| --- | -------------------------------------------------------------------- | ------------------------------------------------------------ | ----------------------- | -------------------- | ------------------ | ------------- |
| FC København OB Brøndby IF FC Midtjylland Randers FC AaB FC Nordsjælland Esbjerg fB SønderjyskE HB Køge Silkeborg IF | Vejle BK AB Viborg FF Lyngby BK FC Fredericia Thisted FC Brabrand IF | Brønshøj BK Blokhus FC HIK Hobro IK Aarhus Fremad Allerød FK | Elite 3000 FB Rishøj BK | Marstal/Rise Tved BK | Vejen SF Tårnby FF | AIK 65 Strøby |

Marstal/Rise er det første hold fra Ærø, der har kvalificeret sig til Landspokalturneringens 3. runde.

### Kampe
Lodtrækningen blev foretaget den 31. august, og de 11 tilbageværende SAS Liga-hold var seedede, således at de ikke kunne trække hinanden. Kampene blev spillet i perioden 16. september – 1. oktober.
| Dato  | Kamp                         | Res. |
| ----- | ---------------------------- | ---- |
| 16.9. | Brønshøj BK − FC Midtjylland | 1-3  |
| 23.9. | Vejen SF − Randers FC        | 0-9  |
| 23.9. | HIK − SønderjyskE            | 2-4  |
| 23.9. | Thisted FC − AaB             | 0-3  |
| 23.9. | Marstal/Rise − Silkeborg IF  | 1-3  |
| 23.9. | FC Fredericia − OB           | 3-5  |
| 23.9. | Tved BK − HB Køge            | 0-2  |
| 23.9. | AB − FC Nordsjælland         | 1-4  |

| Dato  | Kamp                        | Res. |
| ----- | --------------------------- | ---- |
| 23.9. | Elite 3000 − FC København   | 1-2  |
| 23.9. | Blokhus FC − Brøndby IF     | 0-2  |
| 23.9. | Aarhus Fremad − Brabrand IF | 3-4  |
| 23.9. | Rishøj BK − Viborg FF       | 0-4  |
| 23.9. | FB − Vejle BK               | 0-4  |
| 23.9. | Allerød FK − Hobro IK       | 0-2  |
| 23.9. | AIK 65 Strøby − Tårnby FF   | 5-4  |
| 1.10. | Lyngby BK − Esbjerg fB      | 1-2  |

## Ottendedelsfinalerne

### Hold
Fjerde runde (ottendedelsfinalerne) har deltagelse af de 16 vinderhold fra tredje runde. Holdene (fordelt på indrangering pr. efterår 2009) i fjerde runde fremgår af nedenstående tabel.
| SAS Ligaen | Viasat Divisionen              | 2. division | Danmarksserien | Lokale serier | Serie 1 | Serie 2       |
| --- | ------------------------------ | ----------- | -------------- | ------------- | ------- | ------------- |
| FC København OB Brøndby IF FC Midtjylland Randers FC AaB FC Nordsjælland Esbjerg fB SønderjyskE HB Køge Silkeborg IF | Vejle BK Viborg FF Brabrand IF | Hobro IK    | Ingen          | Ingen         | Ingen   | AIK 65 Strøby |

AIK 65 Strøby var den første serie 2-klub, der havde kvalificeret sig til ottendedelsfinalerne i pokalturneringen.

### Kampe
Lodtrækningen til kampene i fjerde runde blev foretaget den 25. september som en fri lodtrækning uden seedninger. I kampe mellem hold fra forskellige rækker blev det lavest rangerende hold automatisk tildelt hjemmebane.
| Dato   | Kamp                            | Res. |
| ------ | ------------------------------- | ---- |
| 21.10. | Brabrand IF − HB Køge           | 0-2  |
| 21.10. | AIK 65 Strøby − FC Nordsjælland | 1-5  |
| 27.10. | Randers FC − OB                 | 1-2  |
| 28.10. | Vejle BK − Brøndby IF           | 1-0  |

| Dato   | Kamp                        | Res. |
| ------ | --------------------------- | ---- |
| 28.10. | Viborg FF − Silkeborg IF    | 1-3  |
| 28.10. | Esbjerg fB − FC Midtjylland | 0-5  |
| 29.10. | SønderjyskE − FC København  | 5-0  |
| 29.10. | Hobro IK − AaB              | 2-1  |

## Kvartfinalerne

### Hold
Femte runde (kvartfinalerne) har deltagelse af de otte vinderhold fra fjerde runde. Holdene (fordelt på indrangering pr. sæsonen 2009/2010) i femte runde fremgår af nedenstående tabel.
| SAS Ligaen                                                         | Viasat Divisionen | 2. division | Danmarksserien |
| ------------------------------------------------------------------ | ----------------- | ----------- | -------------- |
| OB FC Midtjylland FC Nordsjælland SønderjyskE HB Køge Silkeborg IF | Vejle BK          | Hobro IK    | Ingen          |

### Kampe
Lodtrækningen til femte runde blev foretaget den 30. oktober 2009, og kampene blev spillet den 8. april 2010.
| Dato | Kamp                           | Res. |
| ---- | ------------------------------ | ---- |
| 8.4. | Hobro IK − FC Midtjylland      | 1-2  |
| 8.4. | Silkeborg IF − FC Nordsjælland | 1-3  |

| Dato | Kamp                   | Res. |
| ---- | ---------------------- | ---- |
| 8.4. | Vejle BK − SønderjyskE | 2-1  |
| 8.4. | HB Køge − OB           | 1-3  |

## Semfinalerne
Sjette runde (semifinalerne) havde deltagelse af de fire vinderhold fra femte runde. De to semifinaler afvikledes begge over to kampe (ude og hjemme), og kampene blev spillet den 21. – 29. april.

### Kampe
| Dato  | Kamp                | Res. |
| ----- | ------------------- | ---- |
| 21.4. | FC Midtjylland − OB | 2-0  |
| 29.4. | OB − FC Midtjylland | 2-2  |
| Total | FC Midtjylland − OB | 4-2  |

| Dato  | Kamp                       | Res. |
| ----- | -------------------------- | ---- |
| 22.4. | FC Nordsjælland − Vejle BK | 2-0  |
| 28.4. | Vejle BK − FC Nordsjælland | 0-2  |
| Total | FC Nordsjælland − Vejle BK | 4-0  |

## Finale
Finalen blev spillet i Parken den 13. maj 2010 (Kristi Himmelfartsdag).
| Dato | Kamp                             | Res. |
| ---- | -------------------------------- | ---- |
| 13.5 | FC Nordsjælland − FC Midtjylland | 2-0  |